# Mitophis asbolepis
Espèce
Synonymes
- Leptotyphlops asbolepis 
Thomas, McDiarmid & Thompson, 1985

Mitophis asbolepis est une espèce de serpents de la famille des Leptotyphlopidae.

## Répartition
Cette espèce est endémique de République dominicaine. Elle se rencontre dans la sierra Martín García dans la province de Barahona.

## Description
L'holotype de Mitophis asbolepis, une femelle adulte, mesure 142 mm dont 6,6 mm pour la queue.

## Étymologie
Son nom d'espèce, du grec ancien ἄσβολος, asbolos, « suie », et λεπιϛ, lepis, « écaille », lui a été donné en référence à sa coloration uniformément sombre.

## Publication originale
- Thomas, McDiarmid & Thompson, 1985 : Three new species of thread snakes (Serpentes: Leptotyphlopidae) from Hispaniola. Proceedings of the Biological Society of Washington, vol. 98, p. 204-220 (texte intégral).